# Festiwal Muzyki Oratoryjnej „Musica Sacromontana”
Festiwal Muzyki Oratoryjnej „Musica Sacromontana” – festiwal muzyki poważnej odbywający się corocznie na przełomie września i października w należącej do kongregacji filipinów bazylice na Świętej Górze w Głogówku koło Gostynia. Organizatorem festiwalu jest działające przy kongregacji Stowarzyszenie Miłośników Muzyki Świętogórskiej im. Józefa Zeidlera w Głogówku. Na festiwalu są prezentowane dzieła muzyki poważnej, nie tylko sakralnej i oratoryjnej, lecz również świeckiej, ze szczególnym uwzględnieniem okresu klasycyzmu; dużą część programu festiwalu zajmują również odkrywane w ostatnich czasach utwory zapomnianych XVIII- i XIX-wiecznych kompozytorów związanych ze Świętą Górą. Nazwa festiwalu Musica Sacromontana (pol. „Muzyka Świętogórska”) pochodzi od łacińskiego określenia Świętej Góry: Mons Sacer.

## Święta Góra i jej tradycje muzyczne
Klasztor Kongregacji Oratorium św. Filipa Neri, której księża są powszechnie znani jako filipini, wraz z kościołem (w 1971 podniesionym do rangi bazyliki) zostały zbudowane na wzniesieniu zwanym Świętą Górą w Głogówku nieopodal Gostynia w II połowie XVII i I połowie XVIII wieku. Od 1668 do dzisiaj Święta Góra jest siedzibą zgromadzenia filipinów, z przerwą jedynie w latach 1876-1919, kiedy to na skutek polityki „kulturkampfu” zgromadzenie zostało rozwiązane, oraz w okresie II wojny światowej.
W życiu kongregacji filipinów na Świętej Górze muzyka zawsze odgrywała dużą rolę. W klasztornej bibliotece gromadzono nie tylko książki, lecz również nuty. Od XVII w. i do kasaty zgromadzenia w 1876 działała tu również Kapela Świętogórska, której zadaniem było zapewnienie oprawy dla liturgii i uświetnianie muzyką uroczystości w życiu zgromadzenia. Do muzyków i jednocześnie kompozytorów związanych z tą kapelą należeli m.in. w XVIII wieku Józef Zeidler i Jan Wański, a w XIX wieku bracia Franciszek i Maksymilian Koperscy. Mimo wysokiego poziomu ich twórczości, muzycy ci byli znani przeważnie jedynie lokalnie w Gostyniu i Wielkopolsce. W XX wieku działalność muzyków świętogórskich popadła w zapomnienie.

## Geneza festiwalu

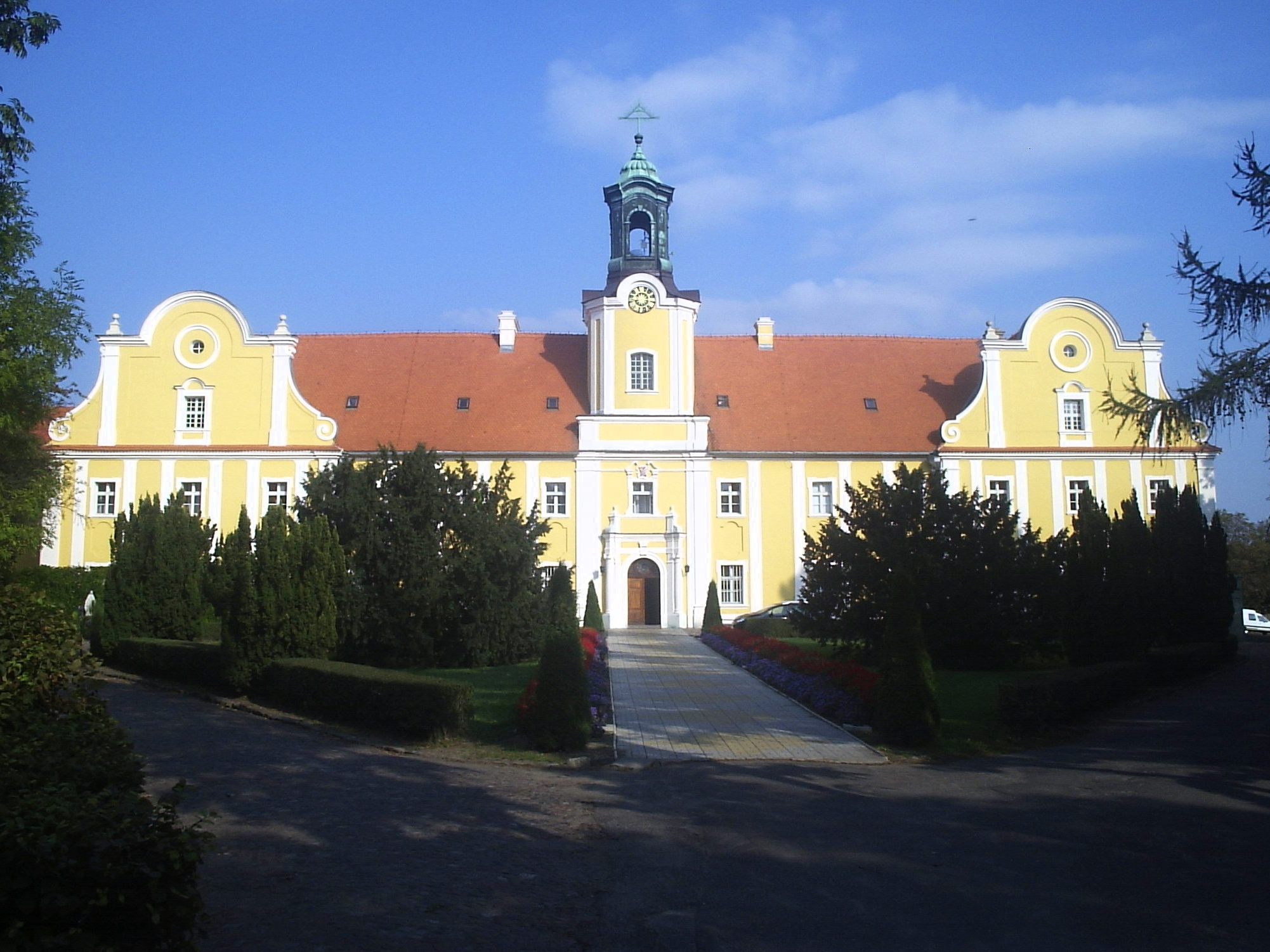
Klasztor filipinów w Głogówku

Tradycje muzyczne na Świętej Górze odrodziły się dzięki księżom filipinom i miejscowym działaczom w środowisku gostyńskim dopiero na początku XXI wieku. Głównymi inicjatorami zorganizowania festiwalu byli ks. Jakub Przybylski ze zgromadzenia filipinów oraz Wojciech Czemplik, mieszkający w pobliżu Gostynia muzyk zespołu Stare Dobre Małżeństwo. Ks. Jakub Przybylski, który przybył na Świętą Górę po święceniach kapłańskich w 2003, od początku swojej posługi kapłańskiej był opiekunem chóru i orkiestry. Wkrótce po przybyciu do zgromadzenia, w 2004, odkrył w klasztornej bibliotece rękopisy nutowe Józefa Zeidlera i innych kompozytorów. Historią świętogórskich muzykaliów zainteresował również Wojciecha Czemplika, z którym wcześniej chór klasztorny nagrał płytę Świętogórskiej Pani. Kiedy Wojciech Czemplik zapoznał się z twórczością Józefa Zeidlera i stwierdził, że w 2006 przypada jego 200. rocznica śmierci, zaproponował zorganizowanie festiwalu.
Owocem tych kontaktów stało się zawiązanie Stowarzyszenia Miłośników Muzyki Świętogórskiej im. Józefa Zeidlera, którego uroczysta inauguracja na Świętej Górze w Głogówku koło Gostynia  miała miejsce 15 stycznia 2006. Reaktywowano również Kapelę Świętogórską – zespół muzyków, nawiązujący do tradycji kapeli działającej w klasztorze od XVII wieku do 1876, która przed szerszą publicznością zadebiutowała na I Festiwalu Muzyki Oratoryjnej „Musica Sacromontana” na przełomie września i października 2006. Od tego roku Stowarzyszenie regularnie organizuje różne imprezy i wydarzenia muzyczne, z których najważniejszym jest Festiwal Muzyki Oratoryjnej „Musica Sacromontana”. Koncerty festiwalu odbywają się corocznie, obecnie w ostatni weekend września i pierwszy weekend października; zapraszane są nieznane zespoły wykonujące muzykę instrumentalną i chóralną, jak również soliści.

## Muzyka i wykonawcy
Festiwal „Musica Sacromontana” w zamierzeniu jest festiwalem muzyki oratoryjnej, ze szczególnym uwzględnieniem okresu klasycyzmu. Podczas festiwalu wykonywano utwory m.in. takich kompozytorów z tego okresu, jak Wolfgang Amadeus Mozart, Joseph Haydn, Karol Kurpiński, Josef Mysliveček, Józef Elsner. Na festiwalu są też jednak wykonywane dzieła kompozytorów z wcześniejszych epok, jak Giovanniego Pierluigiego da Palestriny, Johanna Sebastiana Bacha, Antonia Vivaldiego, jak również późniejszych okresów: romantyzmu (Henryka Wieniawskiego, Stanisława Moniuszki, Jeana Sibeliusa, Fryderyka Chopina, Franza Schuberta), a nawet współczesna (Astora Piazzoli, Krzysztofa Pendereckiego, Sebastiana Krajewskiego, Henryka Mikołaja Góreckiego, Benjamina Brittena).
Dużą część programu każdej edycji festiwalu zajmuje muzyka kompozytorów działających w minionych wiekach na Świętej Górze. Propagowanie ich twórczości i dążenie do tego, aby ponownie zaistnieli oni w powszechnej świadomości i życiu koncertowym w Polsce, jest jednym z celów Stowarzyszenia Miłośników Muzyki Świętogórskiej. Dotyczy to przede wszystkim twórczości Józefa Zeidlera, czasami nazywanego polskim Mozartem, którego utwory wykonywano dotychczas podczas wszystkich edycji festiwalu z wyjątkiem VI edycji w 2011, ale również Maksymiliana Koperskiego (obecnego w programie festiwalu w 2007, 2008, 2010 i 2011), Adama Jędrowskiego (jego Litanię ex D wykonano w 2009), pochodzącego z Czech, ale działającego na Świętej Górze Johannesa Baptisty Lohra (podczas edycji festiwalu w 2011 po raz pierwszy od 200 lat wykonano jego mszę Missa solemnis) oraz niezwiązanych bezpośrednio ze Świętą Górą, ale wywodzących się z Gostynia Macieja Gembalskiego (2010), Alfonsa Szczerbińskiego (2010 i 2012) i Piotra Niestrawskiego (2012).
Osobną grupę wykonywanych dzieł stanowią utwory kompozytorów obcych i polskich, którzy nie byli związani ze Świętą Górą, których utwory zachowały się jednak w bibliotece klasztornej. Należą do nich Ignaz Pleyel, Florian Leopold Gassmann, Ferdinand Ries, Jan Wański. Dzięki festiwalowi, ich, często nieznane, dzieła są ponownie odkrywane i przywracane do obiegu muzycznego.
Wśród wykonawców, którzy dotychczas wystąpili na festiwalu „Musica Sacromontana”, znalazły się takie zespoły instrumentalne i chóralne oraz soliści jak Orkiestra Kameralna Polskiego Radia „Amadeus” Agnieszki Duczmal (dwukrotnie: w 2006 i 2010), orkiestra Filharmonii Poznańskiej (2006, 2007, 2008), Concerto Polacco (2006, 2007, 2009), Affabre Concinui (2007), Tytus Wojnowicz (2007), Kwartet Wilanowski (2007), Zespół Śpiewaków Miasta Katowice Camerata Silesia (2008, 2009, 2010), Poznańskie Słowiki (2009), Cappella Gedanensis (2009), Konstanty Andrzej Kulka (2009), Janusz Olejniczak (2010), Accademia dell’Arcadia (2010), Royal String Quartet (2010), Poznański Chór Kameralny (2011, 2012), czeska Orkiestra Kameralna „Czech Virtuosi” (2011), urodzony w Rydze skrzypek Ilja Grubert (2011), Wrocławski Zespół Solistów „Ricordanza” (2011), Gdyńska orkiestra kameralna „Sinfonia Nordica” (2011), Polski Chór Kameralny (Schola Cantorum Gedansensis) (2011) czy Krzysztof Penderecki i Orkiestra Akademii Beethovenowskiej (2012). Podczas edycji w 2011 zadebiutowała też Orkiestra Sinfonia Sacromontana, utworzona przez Stowarzyszenie Miłośników Świętogórskiej im. Józefa Zeidlera.
Koncerty festiwalowe są rejestrowane, a wybrane utwory wydawane na płytach CD. W 2008 album z płytą Józefa Zeidlera, nagraną podczas I edycji festiwalu w 2006, został uhonorowany nagrodą Fryderyka w kategorii „Album roku – Muzyka chóralna i oratoryjna”.